# Kharbaixikhu
Kharbaixikhu o Ḫarba-Šiḥu va ser rei dels cassites de Khana, un territori format pels antics regnes de Mari i Terqa.
Segons la Llista dels reis de Babilònia, va ser el successor d'Urzigurumaix amb el qual es desconeix el seu parentiu però s'ha suposat que probablement eren germans. El seu regnat va ser cap a la segona meitat del segle xvii aC. Es creu que tant ell com Tiptakzi, (segurament un altre germà), van regnar mentre Agum II, fill d'Urzigurumaix, era menor d'edat.